# 何敏 (1976年)
何敏（1976年3月—），四川通江人，汉族，无党派人士。中华人民共和国政治人物、第十三届全国人民代表大会四川地区代表。

## 生平
2018年2月24日，当选为第十三届全国人大代表。